# Boussole fluxgate
 (octobre 2012).
Si vous disposez d'ouvrages ou d'articles de référence ou si vous connaissez des sites web de qualité traitant du thème abordé ici, merci de compléter l'article en donnant les références utiles à sa vérifiabilité et en les liant à la section « Notes et références ».
Une boussole à vanne de flux (fluxgate en anglais) installé dans un endroit éloigné et libre de toute influence perturbatrice sert à mesurer le magnétisme terrestre et à transmettre ce signal sur un instrument indicateur placé devant le pilote. Ce dispositif permet d’atténuer l'effet néfaste des masses métalliques sur la mesure du champ magnétique et dont la présence est inévitable à bord des avions et navires (moteurs, carlingue, coque, etc.).

## Description

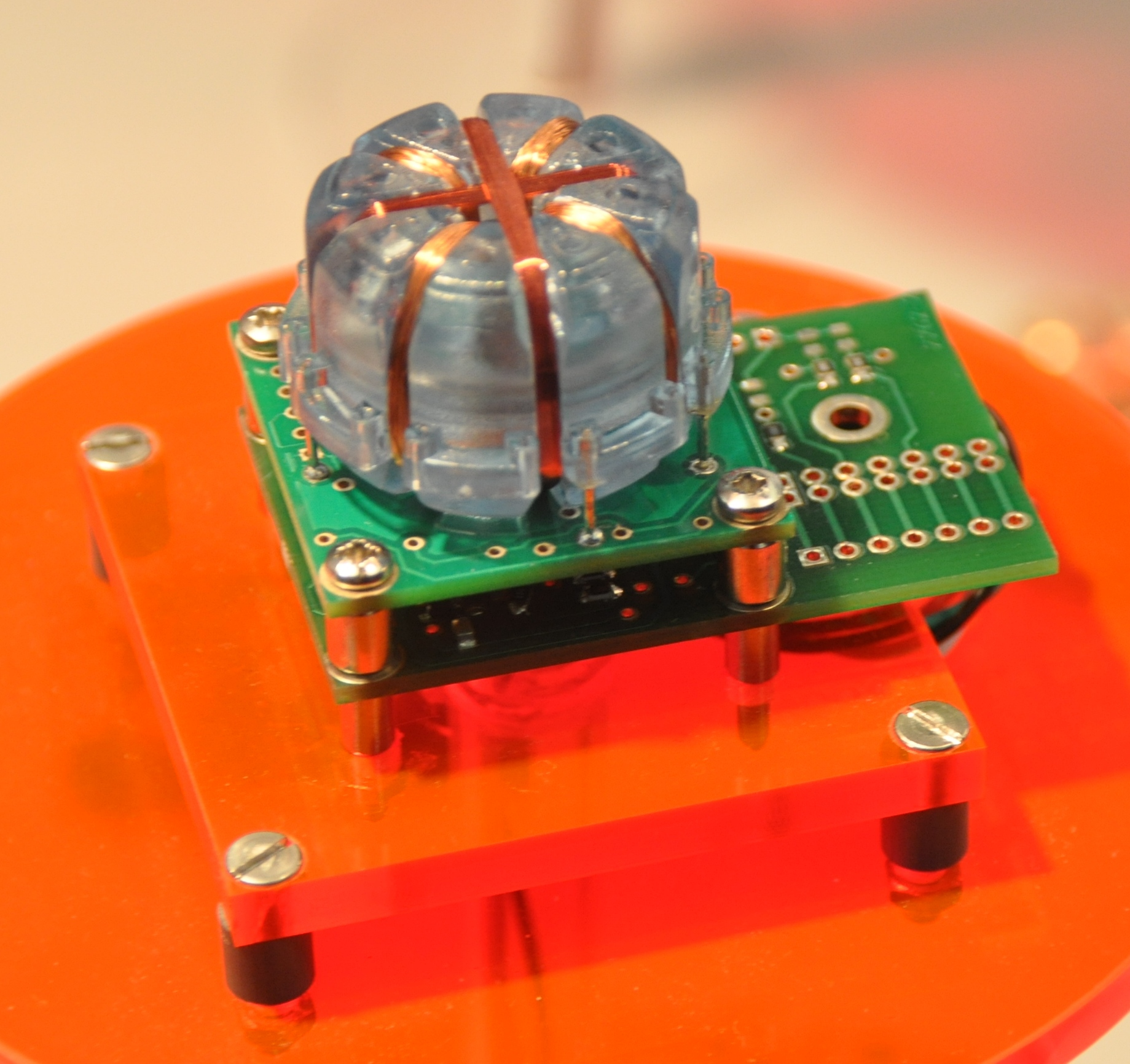
Aperçu

Le principe d'un magnétomètre fluxgate est de mesurer la projection du champ magnétique terrestre sur un axe, grâce à un matériau magnétique présentant une « saturation ». On ajoute à la composante mesurée du champ magnétique terrestre, un champ magnétique alternatif, créé par un courant sinusoïdal qui parcourt une bobine (un solénoïde). Le champ terrestre se comporte un peu comme si on superposait au courant sinusoïdal un courant continu . Il y a donc un déséquilibre entre le passage à la saturation lorsque le champ terrestre « aide » le champ excitateur, et le passage inverse où le champ terrestre « contrarie » le champ excitateur. Ce déséquilibre est mesuré, par une méthode électronique, et donne une mesure de la valeur de la projection du champ terrestre.
Pour avoir la direction (azimut) du champ terrestre, il convient d'avoir deux dispositifs fluxgate dont les axes sont orientés à 90° l'un de l'autre. On mesure ainsi les projections du champ terrestre sur deux axes perpendiculaires, et un simple calcul de trigonométrie (un « arctangente ») permet de calculer l'azimut. L'avantage par rapport à un compas magnétique classique est que l'on s'affranchit de l'inclinaison du champ magnétique par rapport à la verticale. C'est aussi très précis et insensible aux accélérations créées par les mouvements d'un bateau. Pour un pilote automatique, c'est donc l'idéal.

## Principe

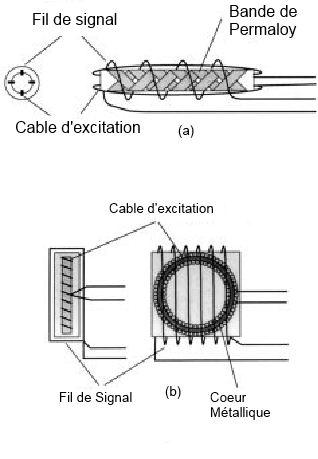
Deux modèles de Fluxgate.

Le magnétomètre à saturation a été et est le cheval de bataille des instruments de mesure d'intensité de champ magnétique à la fois sur Terre et dans l'espace. Il est robuste, fiable, petit, et nécessite très peu d'énergie pour fonctionner.
Ses caractéristiques, ainsi que sa capacité à mesurer les composantes du vecteur de champs magnétiques sur une plage de 0,1 nT à 1 mT, pour des champs constants ou variant à des fréquences allant jusqu'à plusieurs kHz. Ce qui en fait un instrument très polyvalent.
Le fluxgate est un transducteur qui convertit un champ magnétique en une tension électrique. Il y a beaucoup de configurations.

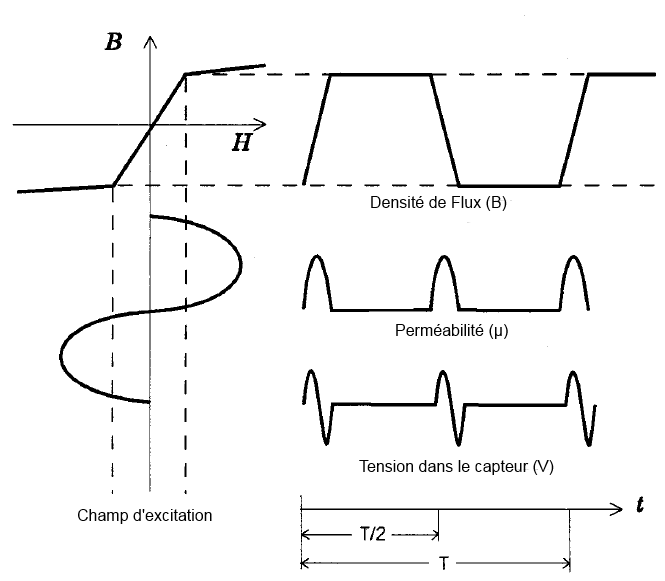
Principe de fonctionnement du Fluxgate

Le noyau de l'anneau fluxgate est construit à partir d'un mince ruban de matériau ferromagnétique facilement saturable. Le ruban est généralement constitué de permalloy, un alliage de fer et de nickel. Comme représenté sur la figure ci-contre, un courant alternatif est appliqué à travers ce matériau par des lignes électriques d'excitation. Ce courant alternatif crée un champ magnétique qui circule autour du noyau magnétique. Ce champ magnétique provoque un flux dans le matériau ferreux qui va se retrouver saturé périodiquement. Une bobine de mesure est enroulée autour de l'extérieur du ruban.
Tant que le noyau est non saturé, il maintient une perméabilité moyenne beaucoup plus grande que celle de l'air. Quand le noyau est saturé, sa perméabilité devient égale à celle de l'air. 
S'il n'y a pas de composante de champ magnétique le long de l'axe, le changement de flux vu par l'enroulement est égal à zéro. 
Si une composante de champ magnétique est présent le long de l'axe, à chaque fois que la saturation du noyau change, le flux dans ce noyau va changer d'un niveau bas à un niveau haut.
Selon la loi de Faraday, un flux changeant va produire une tension proportionnelle à ce flux. Pour des champs magnétiques continus ou de basse fréquence, la tension mesurée est :
{\displaystyle e(t)=\mu _{0}{\vec {H}}nA{\frac {d({\vec {\mu _{e}}}(t))}{dt}}}
Cette tension est mesurée grâce à la bobine de mesure enroulée autour du ruban de permalloy.